# Wrattig veenmos
Wrattig veenmos (Sphagnum papillosum) is een bultvormend mos uit het geslacht veenmos (Sphagnum).
De soort komt voor op hoogveen, natte heide-veenmosrietlanden en trilveen. Wrattig veenmos is moeilijk te onderscheiden van gewoon veenmos.

## Naamgeving
- Duits: Warziges Torfmoos
- Frans: Sphaigne papilleuse
- Engels: Papillose peat moss

## Ecologie
Wrattig veenmos is een soort die voorkomend in zure vennen en hoogvenen.

### Syntaxonomie
Wrattig veenmos is een kensoort voor het hoogveenmos-verbond (Oxycocco-Ericion).
Daarnaast is deze soort opgenomen als kwalificerende soort van het SNL-type: N06.03 Hoogveen.

## Foto's

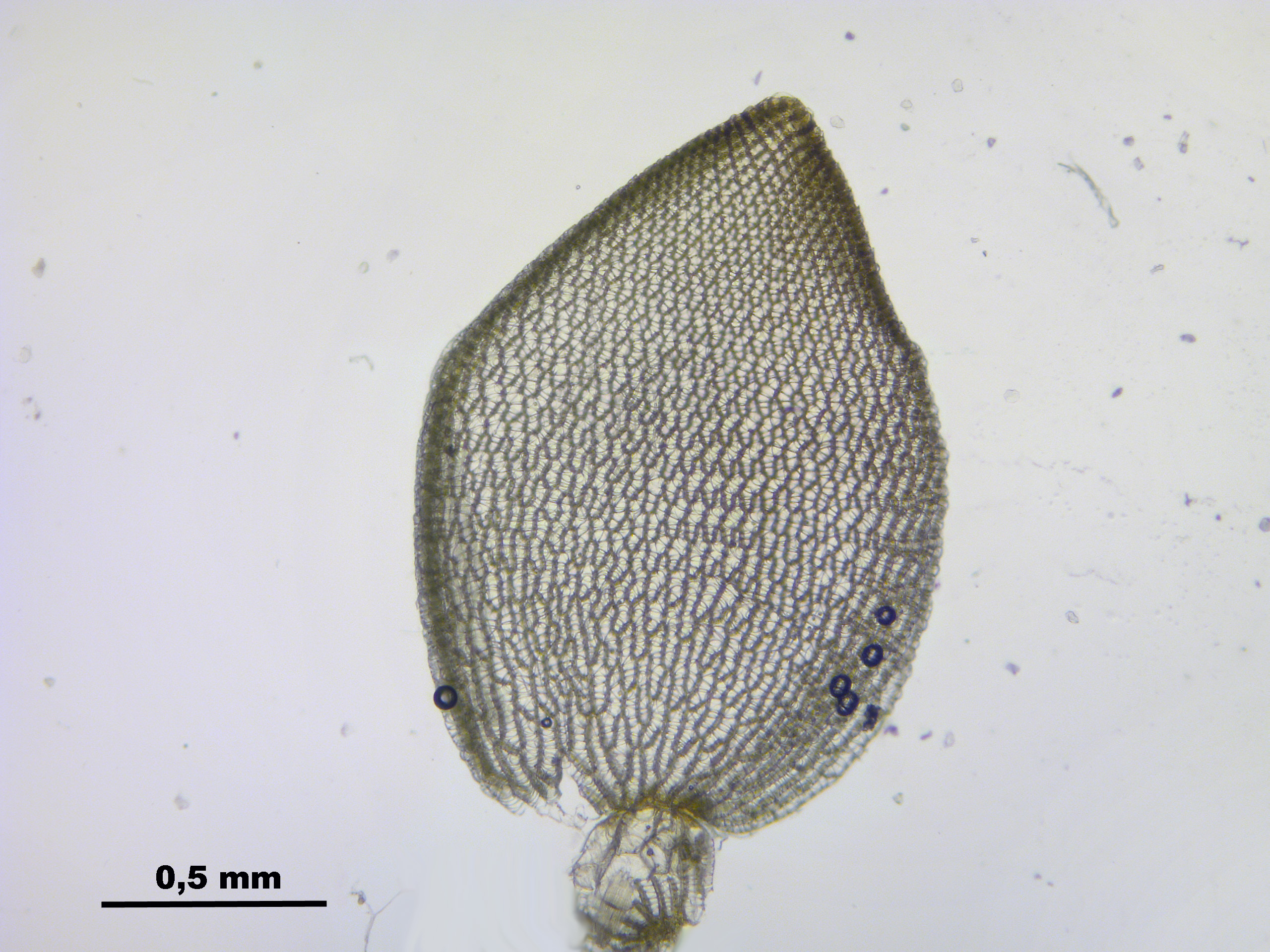
Blad
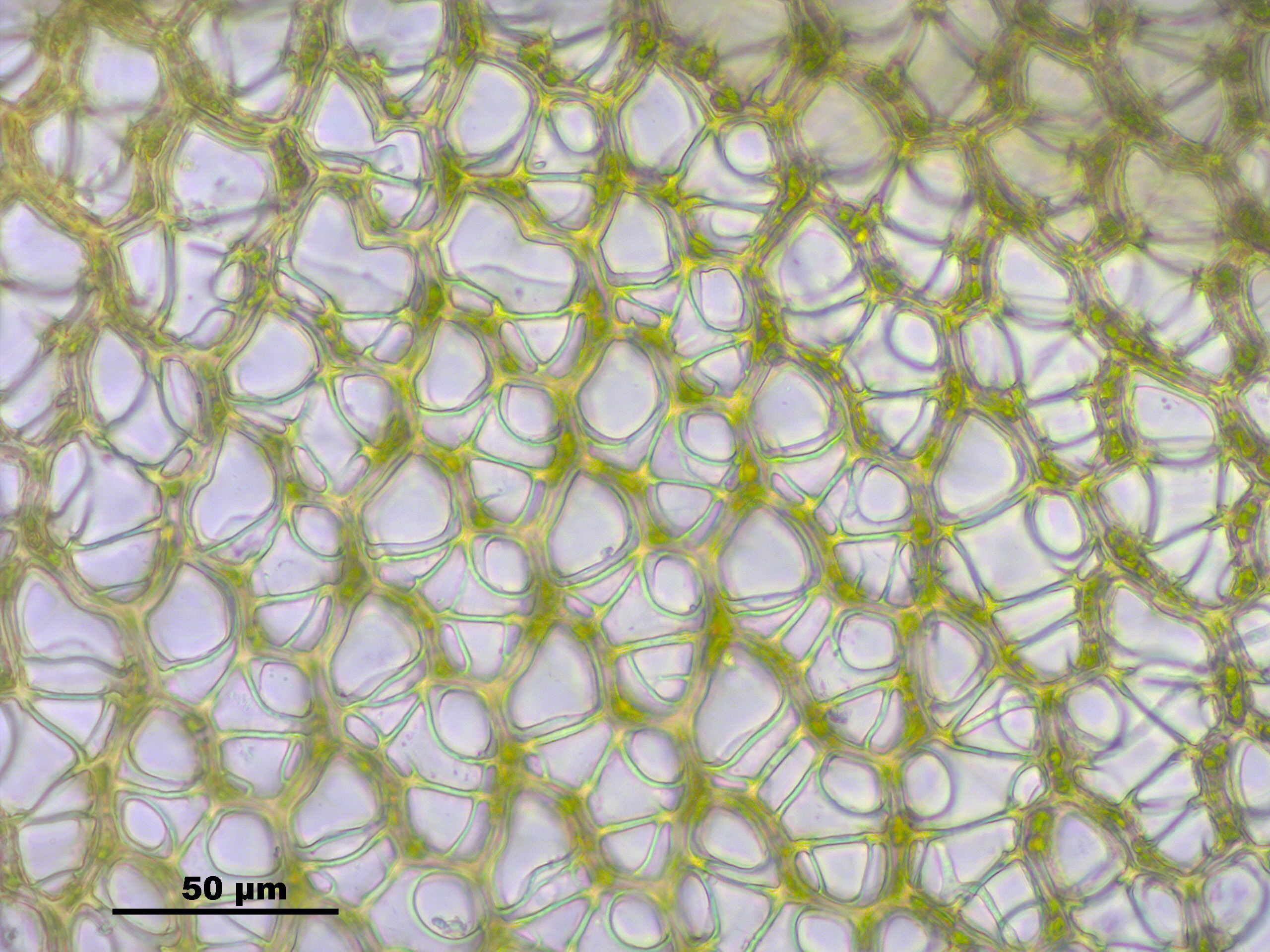
Bladcellen
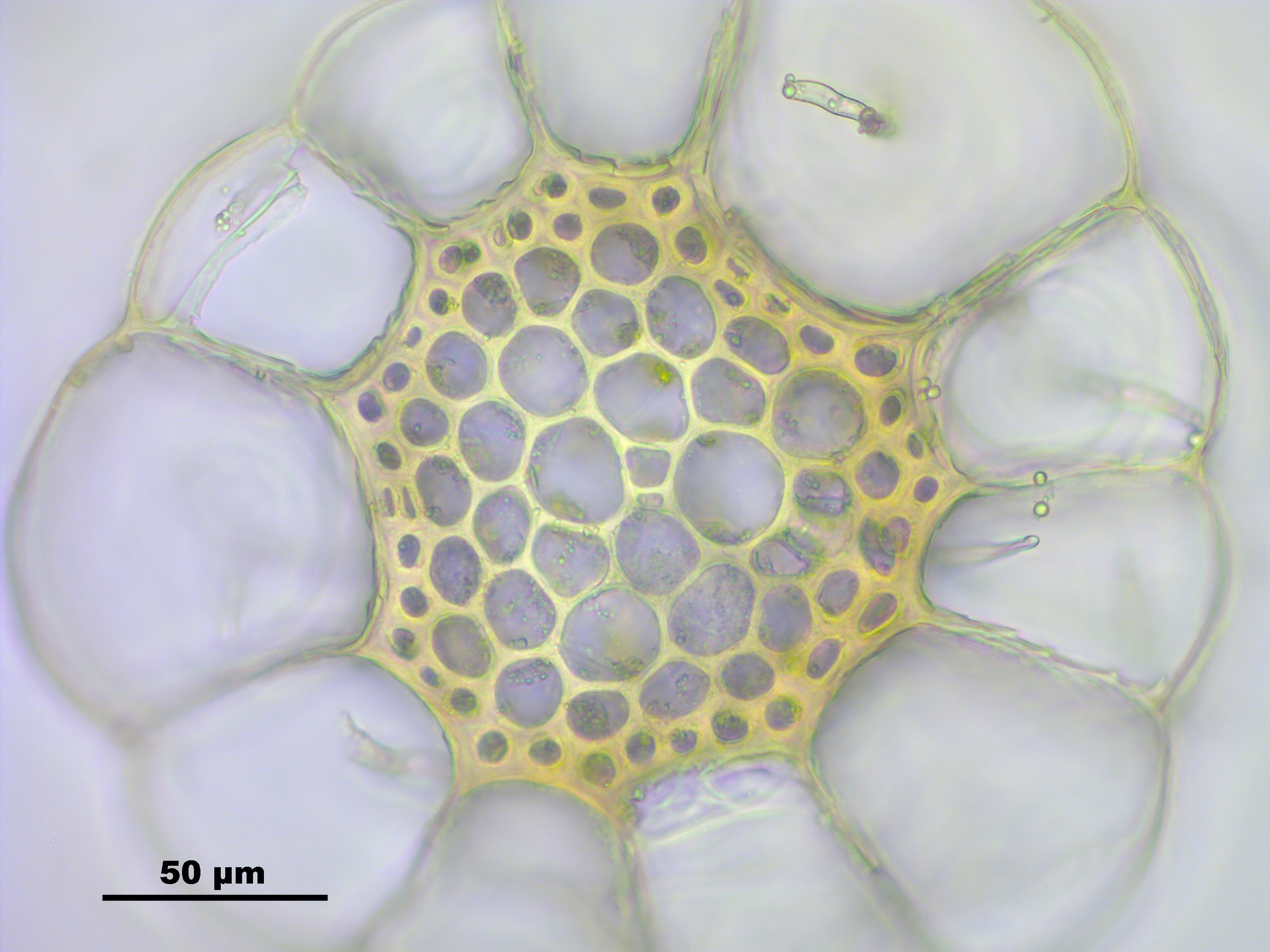
Stengeldoorsnede